# Lythria ochrofasciata
Lythria ochrofasciata är en fjärilsart som beskrevs av Koschabek 1935. Lythria ochrofasciata ingår i släktet Lythria och familjen mätare. Inga underarter finns listade i Catalogue of Life.